# Ludvík Šimek

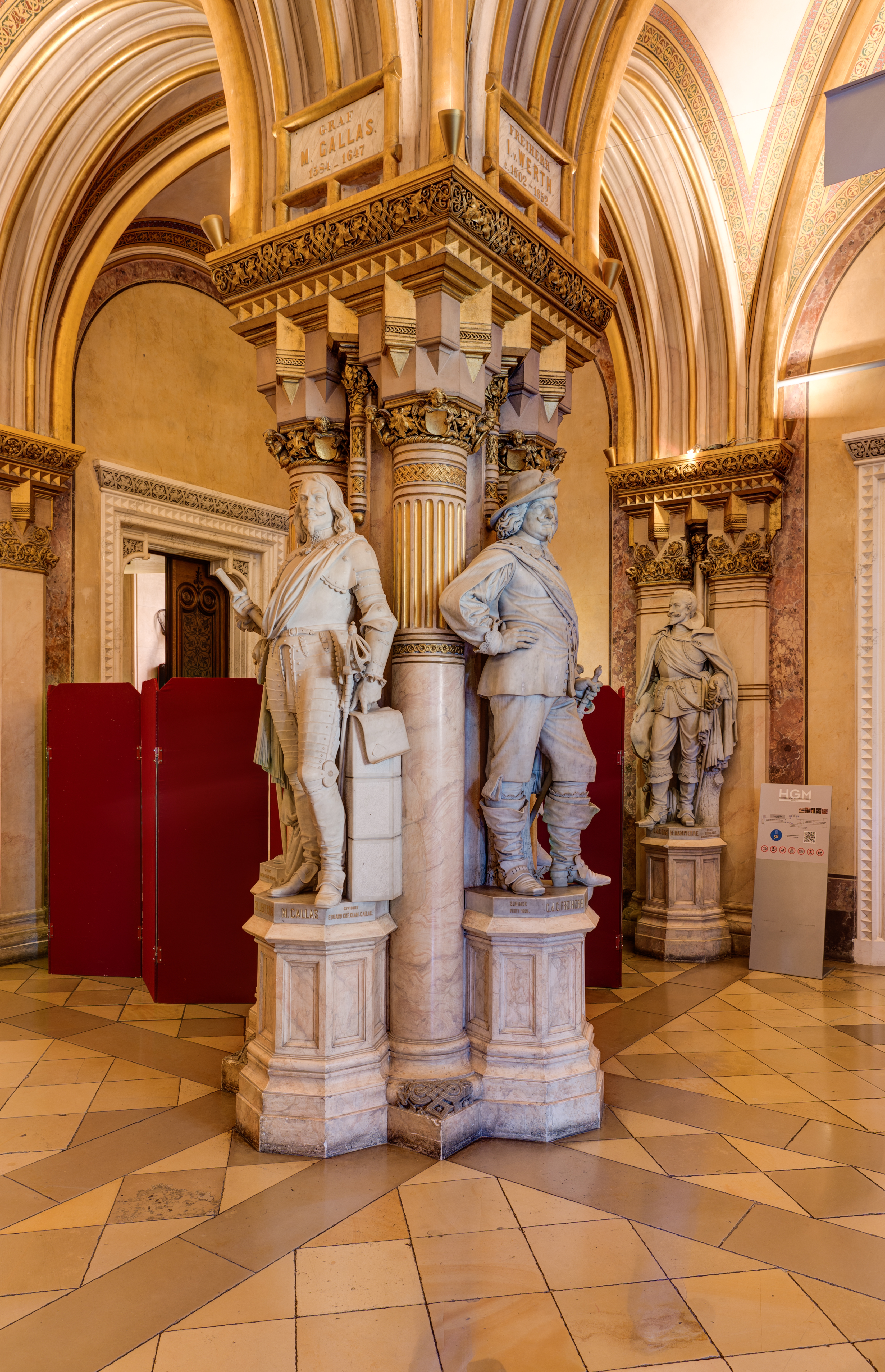
Sochy rakouských vojevůdců Matyáše Gallase (od Tomáše Seidana, vlevo) a Jana de Weert od Ludvíka Šimka (1868) Vídeň

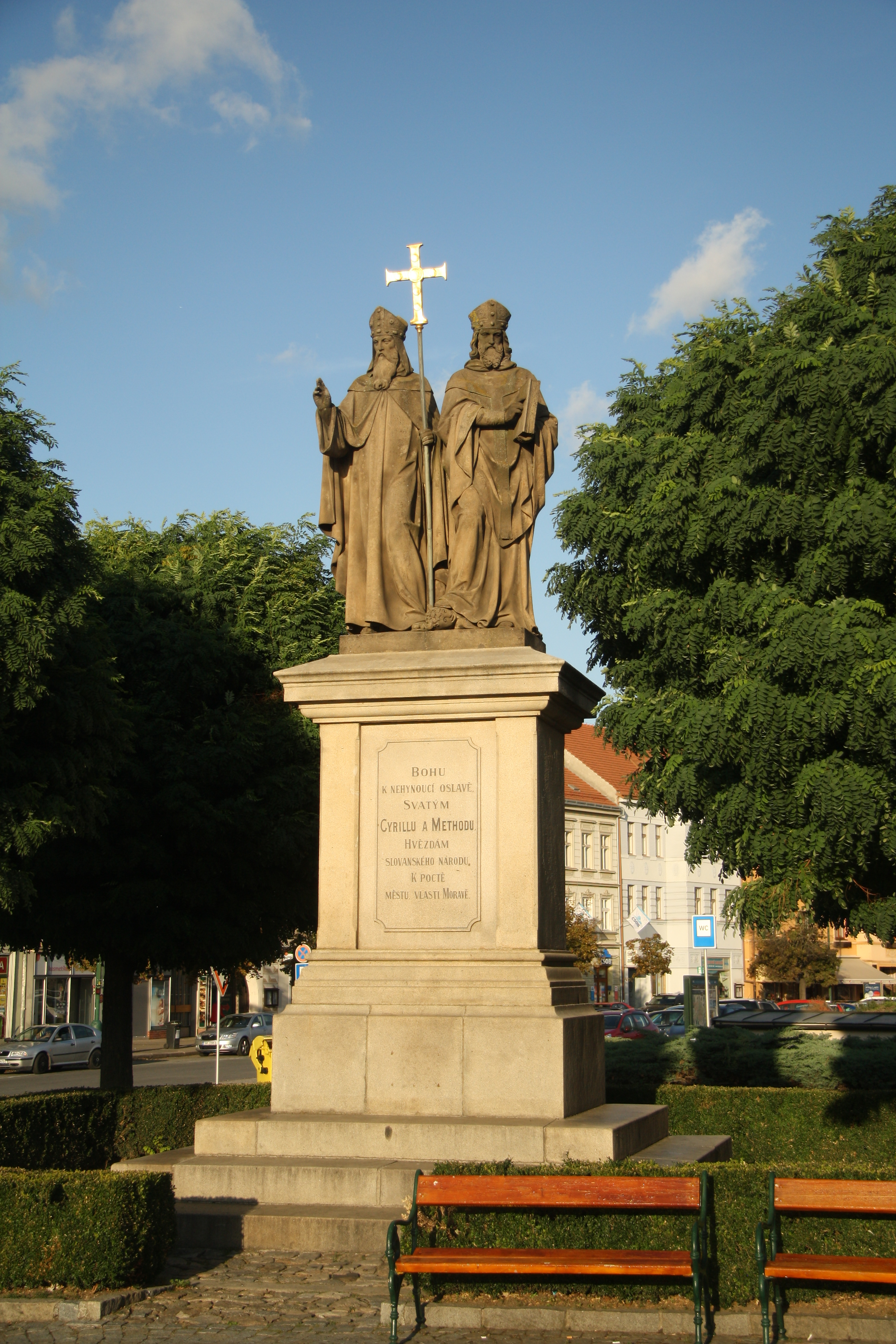
Sousoší Cyrila a Metoděje v Třebíči

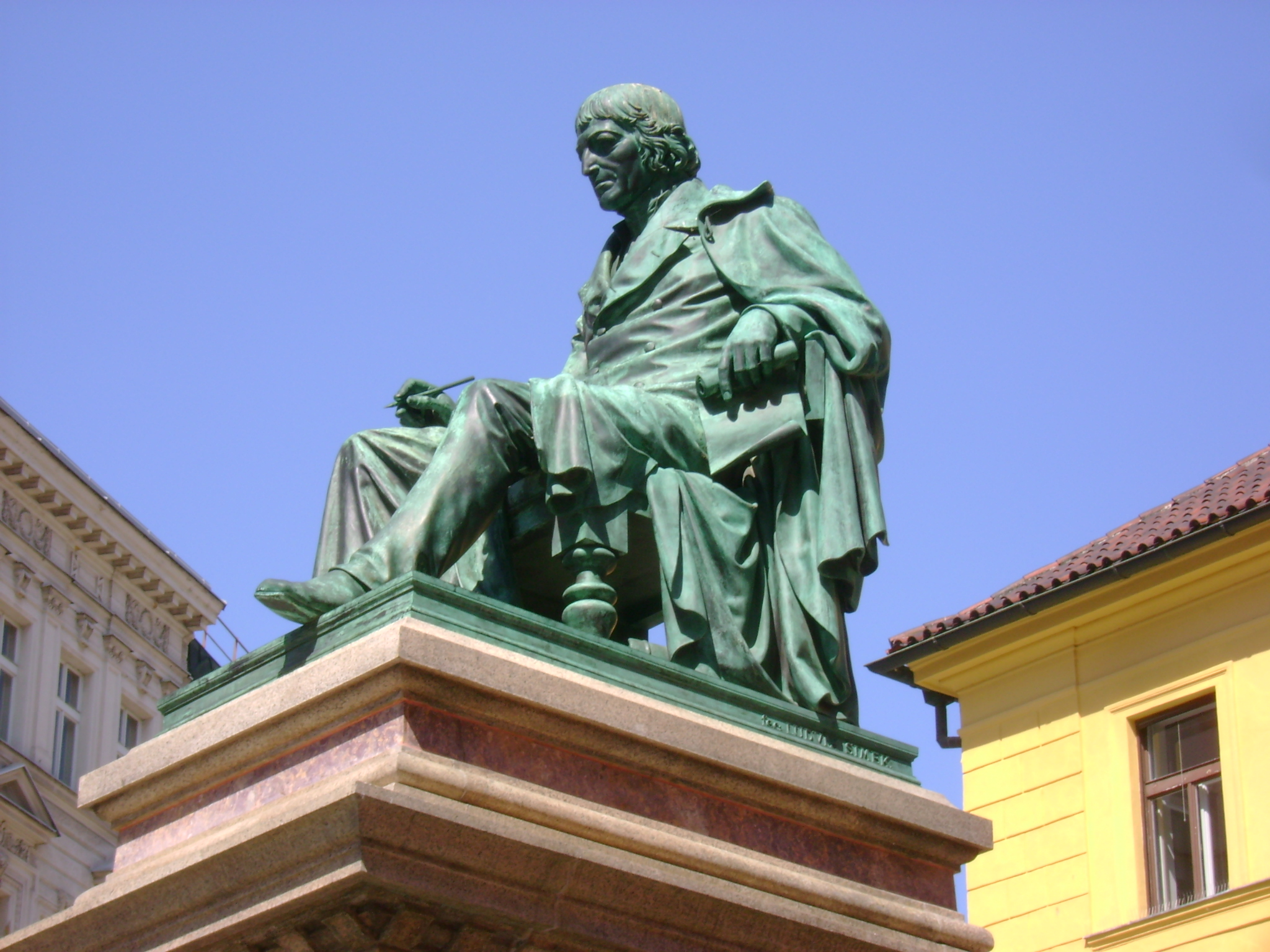
Socha z pomníku Josefa Jungamnna v Praze

Ludvík Šimek (německy Ludwig Schimeck nebo Schimek; 19. ledna 1837, Praha – 25. ledna 1886, Praha) byl český kamenosochař, figuralista novorenesančního a realistického výrazu, autor pomníku Josefa Jungmanna v Praze, sousoší svatých Cyrila a Metoděje v Třebíči a dalších prací.

## Život
Narodil se v Praze na Malé Straně v domě čp. 44/II na nároží Mostecké a Josefské ulice, v rodině malostranského obchodníka a majitele domu Karla Viléma Schimeka a jeho ženy Rosiny jako druhé z pěti dětí a byl pokřtěn v kostele sv. Tomáše.

### Studia
Po absolvování obecné a reálné školy pracoval nejdříve devět let jako učeň v dílně předního pražského sochaře Emanuela Maxe; naučil se tam pracovat různými sochařskými technikami v pískovci a mramoru včetně nejhrubších prací a získal velkou praktickou zručnost. Vedle toho studoval na průmyslové škole u sv. Havla a v letech 1857–1861 v malířském ateliéru Eduarda Engertha na pražské malířské akademii. Z té doby pocházejí jeho sochy sv. Jana Křtitele (pod vedením Emanuela Maxe) a římského císaře Rudolfa Habsburského.
Na počátku 60. let studoval sochařství u prof. Wittmanna, údajně na Akademii v Mnichově, ale v matrice studentů není zapsán. Po návratu do Prahy vytesal sochu na náhrobek dcery lékárníka Františka Klarnera ve Slaném. Na jejím návrhu pracoval již v Mnichově.

### Kariéra
V roce 1864 získal tzv. Římskou cenu, státní stipendium na studijní pobyt v Římě, kde zůstal šest let. Z té doby pochází jeho socha sv. Antonína Opata. Spřátelil se zde se sochaři Václavem Levým, Petrem Maixnerem a s architekty Ignácem Ullmannem a Antonínem Barvitiem, s nimž nadále rád spolupracoval. Podle návrhu Josefa Mánesa vytvořil reliéfy pro hlavní vchod do kostela sv. Cyrila a Metoděje v Karlíně; nemohly ale být použity, protože zadání obsahovalo špatné rozměry.
Jako nejtalentovanější český kamenosochař monumentálních pomníků své generace Šimek v soutěži roku 1867 získal čtyři ze tří desítek vyhlášených zakázek na výzdobu haly vojevůdců vídeňského Arsenalu sochami vojevůdců z třicetileté války, a to Gottfrieda Pappenheima, Jana de Wertha, Jana Šporka a Albrechta z Valdštejna. Po dokončení dvou z těchto soch v Římě Šimek s dvěma rozpracovanými návrhy definitivně přesídlil roku 1870 do Prahy. Pronajal si rozlehlý dvouprostorový ateliér na Újezdě mezi Řetězovým mostem a kostelíkem sv. Jana Na prádle. Roku 1875 se přihlásil mezi zakládající členy Křesťanské akademie v Praze.
Šimek patřil ve své době k předním českým sochařům. Byl považován za nástupce Václava Levého. Měl smysl pro harmonii a plnost tvarů. Současníci na něm oceňovali všestrannost, se kterou se věnoval sochařství portrétnímu, historickému i církevnímu. Myslbekovi se ovšem nevyrovnal. Byl členem c. k. umělecké akademie ve Vídni a pražského spolku Svatobor.

### Úmrtí
Ludvík Šimek zemřel 25. ledna 1886 v Praze a byl pohřben na Olšanských hřbitovech.

## Dílo
- Socha na náhrobku pro dceru lékárníka Klarnera ve Slaném 1863.
- Socha sv. Antonína Opata po 1864
- Socha rakouského vojevůdce Gottfrieda von Pappenheim, carrarský mramor, 1868, dvorana Vojenského historického muzea, Arsenal, Vídeň
- Socha vojevůdce svobodného pána Johanna de Weertha, carrarský mramor, 1868, dvorana Vojenského historického muzea, Arsenal, Vídeň
- Socha vojevůdce hraběte Jana Šporka, carrarský mramor, 1870, dvorana Vojenského historického muzea, Arsenal, Vídeň
- Socha vojevůdce Albrechta z Valdštejna, carrarský mramor 1870, dvorana Vojenského historického muzea, Arsenal, Vídeň. Objednal ji hrabě Arnošt z Valdštejna.[10] Impozantní stojící figura prostovlasého válečníka s velitelskou holí v pravici, s typickou fyziognomií a zbrojí je odvozena z reprezentačního portrétu z Valdštejnova zámku ve Frýdlantu. Modely této sochy byly zhotoveny nejméně tři a v různých velikostech: Model v měřítku 1:1 vznikl pro Valdštejnský palác v Praze, z něho dal Senát ČR k valdštejnskému výročí roku 2007 odlit bronzový pomník, umístěný na nádvoří Valdštejnského paláce. Ve valdštejnské sbírce Senátu je také menší model 1:2. Miniaturu téže sochy Šimek vyřezal z mořské pěny, má dřevěný podstavec a je ve sbírce Národního muzea v Praze.[11] Kopii téže sochy v měřítku 1:1 dal sponzor umístit na rodinný zámek Valdštejnů Mittergrabern v Rakousku, a později si tam od Šimka pořídil i sochu krále Jiřího z Poděbrad.[4]

- Pomník Josefa Jungmanna na stejnojmenném náměstí v Praze 1873. Vyhrál veřejnou soutěž. Pravděpodobně jeho nejzdařilejší práce, vyšla z nedochovaného náčrtku Václava Levého. Podstavec krytý žulovými deskami navrhl architekt Antonín Viktor Barvitius, socha byla podle Šimkova modelu odlita do bronzu ve Vídni.[8]
- Socha rytíře Bruncvíka se štítem, mečem a lvem, pilíř Karlova mostu na Kampě, pískovec 1881–1883; podstavec se čtyřmi reliéfy je přesnou kopií originálu, socha od pasu výše jen parafrází původní sochy, zpola zničené Švédy roku 1648[8]; torzo gotického originálu z roku 1503 je vystaveno v Lapidáriu Národního muzea v Praze.
- Sousoší svatých Cyrila a Metoděje v Třebíči, které podle Šimkova návrhu vytvořil Bernard Otto Seeling. Odhaleno bylo při oslavách tisícího příchodu věrozvěstů na Moravu roku 1885.[12][13]
- Sousoší sv. Anny Samétřetí, sv. Lukáše a sv. Metoděje pro kapli svaté Anny (tj. Nostickou kapli) v Svatovítské katedrále
- Třináct starozákonních proroků na hlavním oltáři Svatovítského chrámu[4]
- Reliéfy polofigury žehnajícího Krista mezi sv. Vojtěchem a sv. Matoušem v lunetovém nástavci v rodinné hrobce podnikatele a mecenáše umění Vojtěcha Lanny mladšího na Olšanských hřbitovech v Praze [4]
- Socha Krista Vykupitele z kararského mramoru pro hrobku rodiny Magagnoli[3] na Olšanských hřbitovech v Praze (1878)
- Sochy architekta Isidora Miletského, budovatele chrámu Hagia Sofia v Cařihradu, a merovejského zlatníka sv. Eligia z Noyonu na atice průčelí Uměleckohistorického muzea ve Vídni.[14][4]

Spolupráce s architekty: plastiky a reliéfy na budovách:
- Sochy Sv. Ludmily, Sv. Víta a českých králů, na průčelí Prašné brány v Praze, rekonstrukci navrhl architekt Josef Mocker: [4][8]
- budova Rudolfina v Praze na Starém Městě; navrhl architekt Josef Schulz; sochy umělců.[8]
- katedrála sv. Víta na Pražském hradě: 4 sochy z bílého dalmatského vápence medolino těženého v Medulinu na Istrijském poloostrově: sedící sv. Anna učí Pannu Marii, sv. Lukáš patron malířů s obrazem Santa Maria Maggiore; sv. Metoděj, to vše v chórové kapli sv. Anny 1880[15]
- Model sochy svatého poustevníka Onufria pro Bílinu, (1884)[16]
- Tři reliéfy: Luneta s polofigurou sv. Václava mezi anděly pro tympanon, dva kruhové medailony s polopostavou svatém Anežky České a blahoslaveného Hroznaty, na západním průčelí kostela sv. Václava v Praze na Smíchově, který navrhl architekt Antonín Barvitius). Modely z roku 1885 ve stylu toskánské renesance byly provedeny z pestrobarevně glazované keramiky-majoliky roku 1886 ve Florencii a osazeny až po Šimkově smrti.

## Galerie

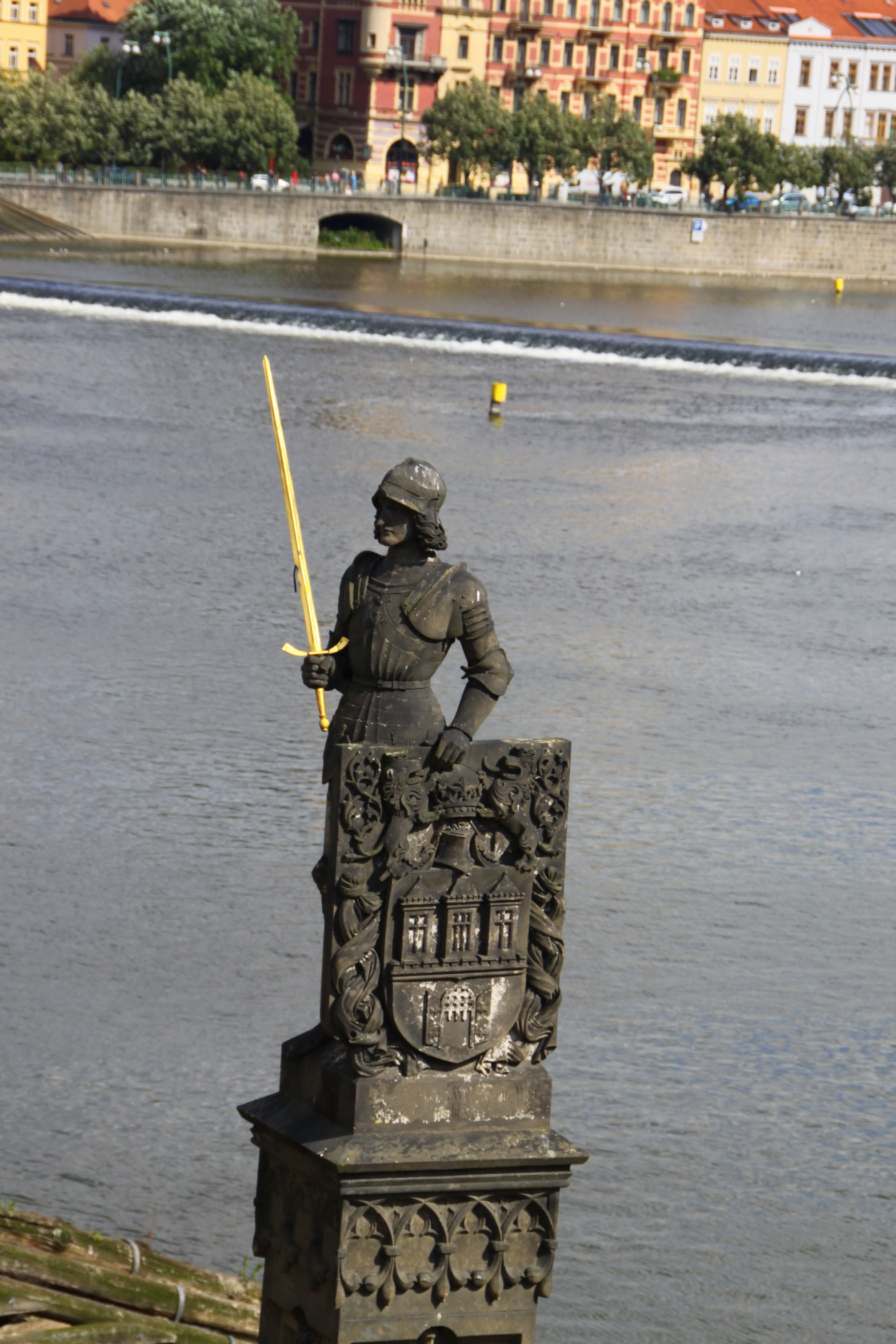
Socha Bruncvíka na Karlově mostě
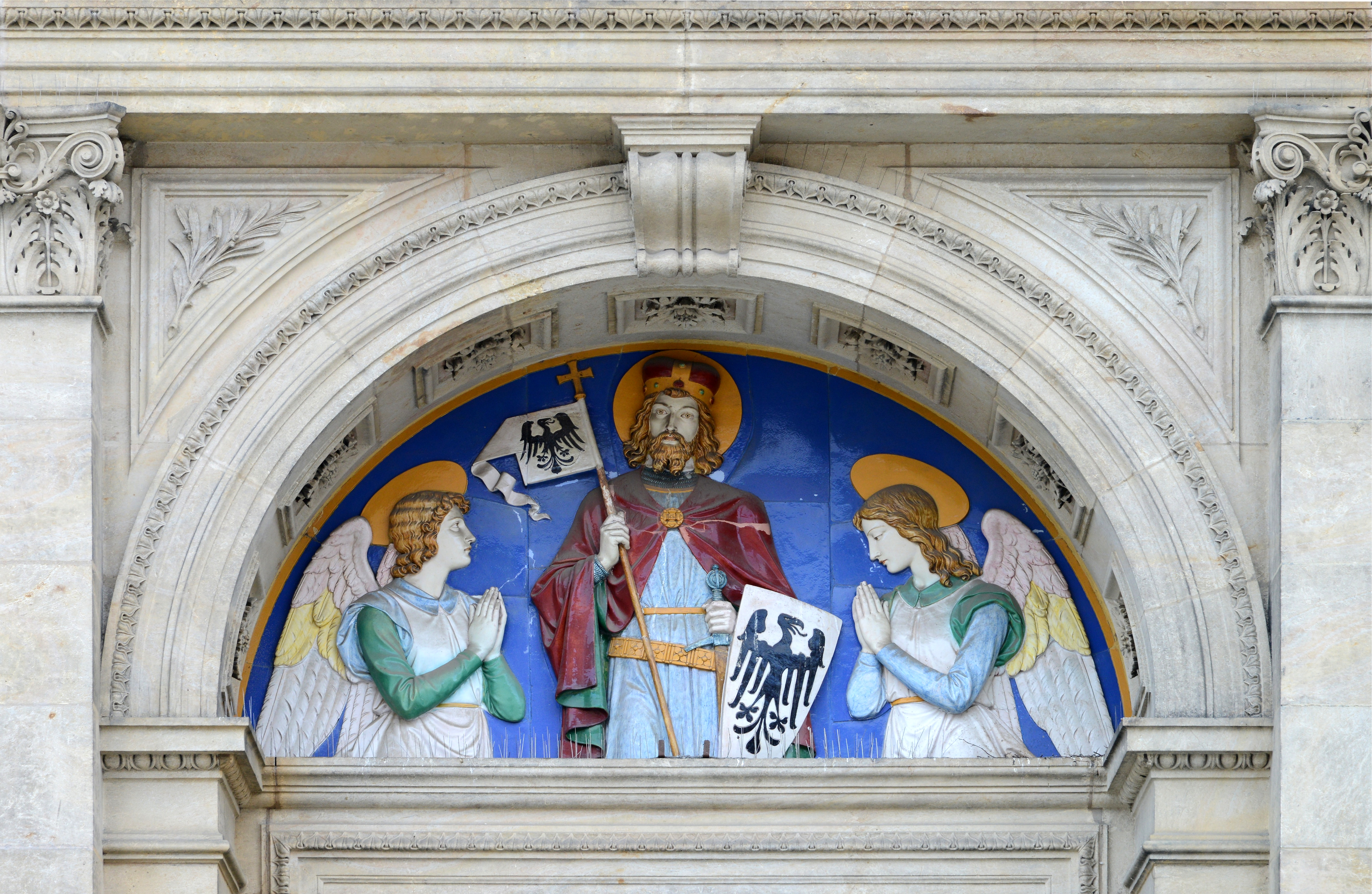
Reliéf sv. Václava, tympanon kostela sv. Václava na Smíchově
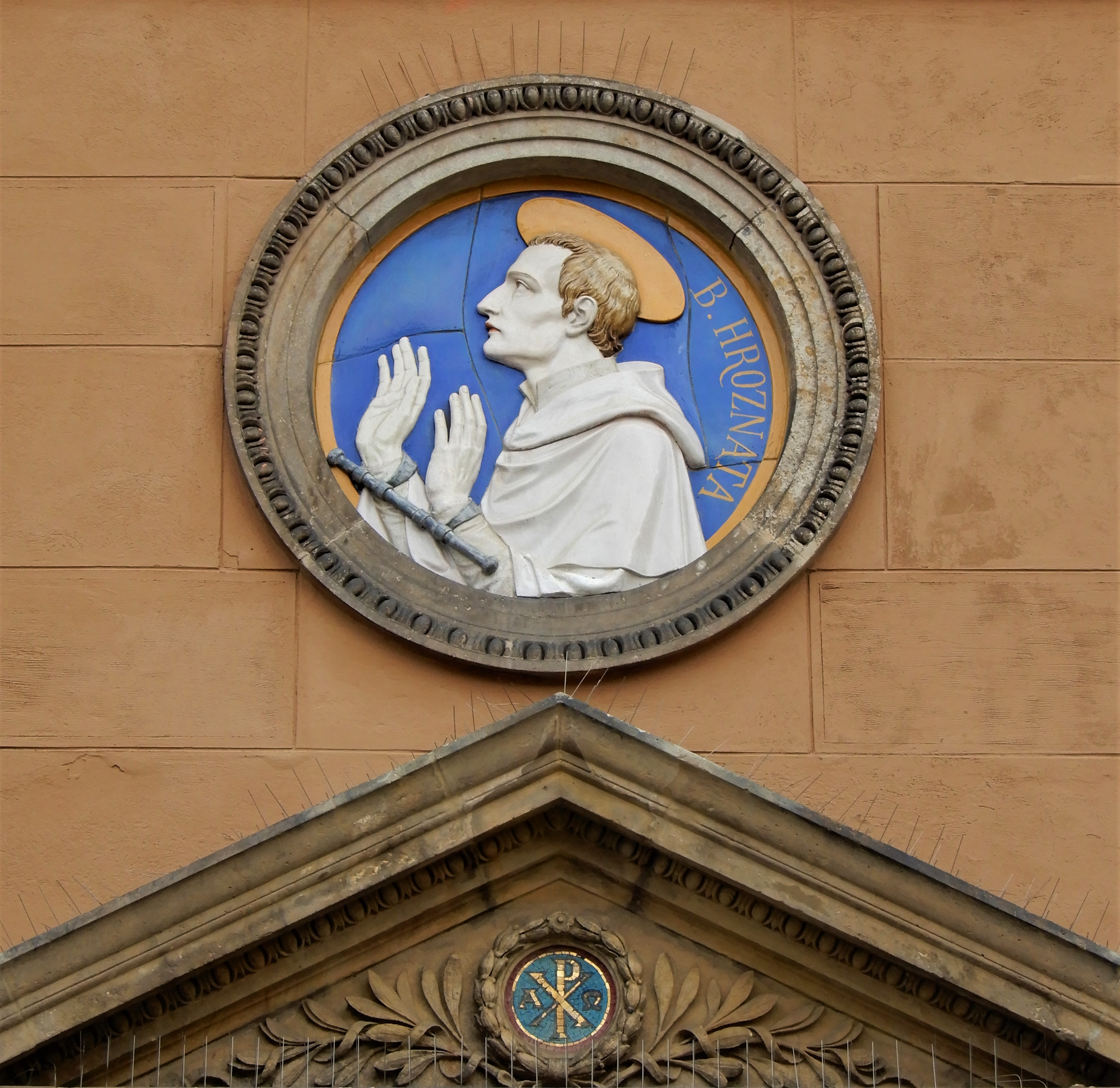
Bl. Hroznata, tondo na kostele sv. Václava na Smíchově
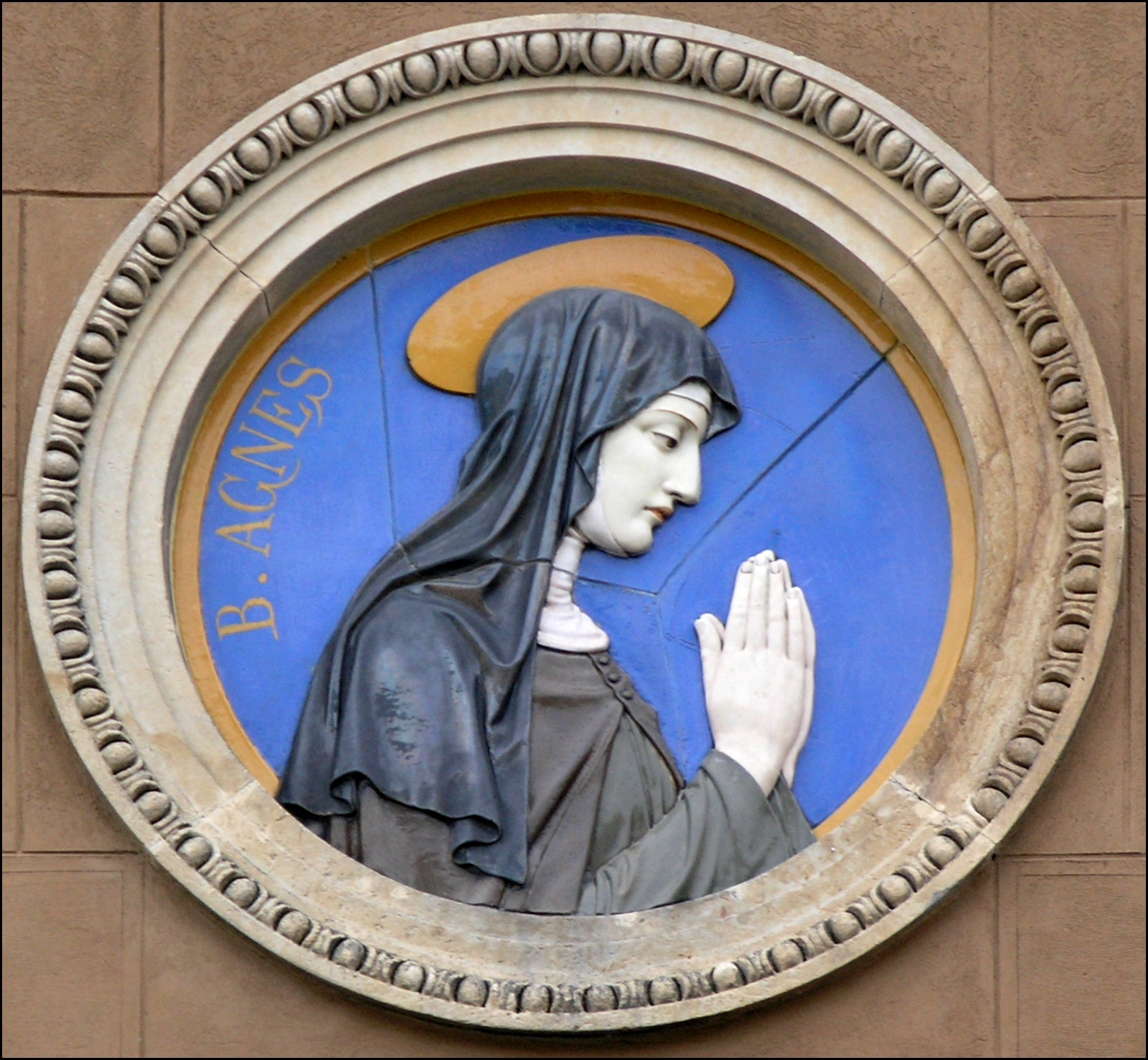
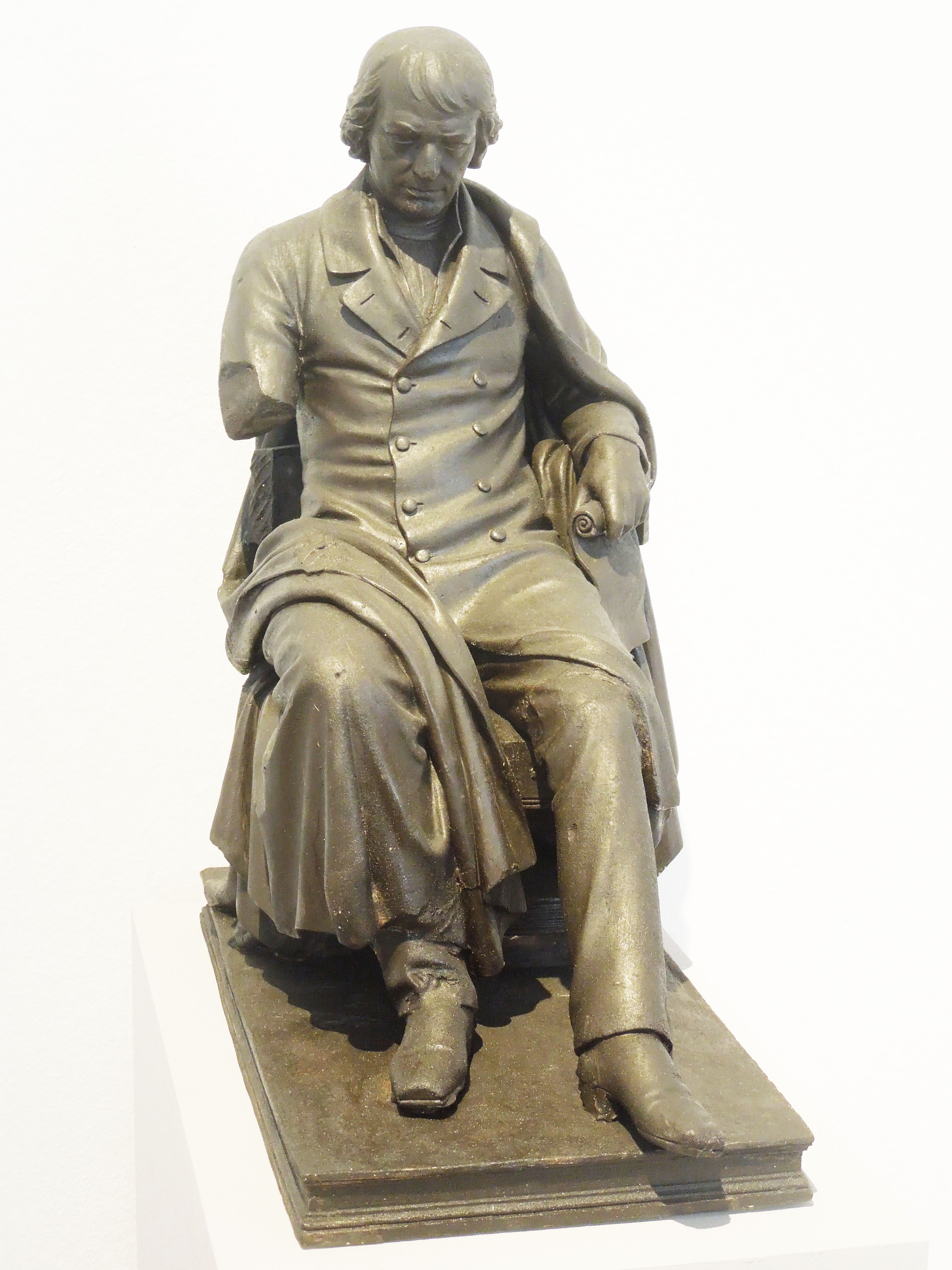
Model sochy k pomníku Josefa Jungmanna